# Giulia Boschi
Giulia Boschi (Roma, 17 dicembre 1962) è una docente ed ex attrice italiana, attiva per quasi un ventennio in teatro, cinema e televisione. Ritiratasi dallo spettacolo nel 2001, si è in seguito dedicata allo studio e alla divulgazione della medicina tradizionale cinese.

## Biografia
Figlia di Aba Cercato, inizia la sua carriera artistica nel 1980 quando viene scritturata nella compagnia di teatro Giancarlo Sbragia-Giovanna Ralli, dove lavora per due stagioni consecutive con un ruolo nello spettacolo Una giornata particolare di Ettore Scola. Subito dopo inizia la carriera cinematografica, esordendo nel ruolo di protagonista nel film Pianoforte di Francesca Comencini.
Nel 2001 decide di chiudere l'esperienza di attrice per dedicarsi a tempo pieno all'insegnamento della medicina tradizionale cinese, iniziato nel 1993 dopo essersi diplomata in agopuntura, tuina e fitoterapia cinese, oltre che laureata con lode, nel 1991, in lingue orientali all'Università Ca' Foscari di Venezia. Docente in varie università, è autrice di numerose pubblicazioni in materia di sinologia e medicina tradizionale cinese.

## Filmografia

### Cinema
- Pianoforte, regia di Francesca Comencini (1984)
- Segreti segreti, regia di Giuseppe Bertolucci (1985)
- Notte italiana, regia di Carlo Mazzacurati (1987)
- Il siciliano, regia di Michael Cimino (1987)
- Da grande, regia di Franco Amurri (1987)
- Chocolat, regia di Claire Denis (1988)
- I cammelli, regia di Giuseppe Bertolucci (1988)
- Singolo, regia di Francesco Ranieri Martinotti (1989)
- Atto di dolore, regia di Pasquale Squitieri (1990)
- Bonus Malus, regia di Vito Zagarrio (1993)
- L'uomo proiettile, regia di Silvano Agosti (1995)
- Porzûs, regia di Renzo Martinelli (1997)

### Televisione
- Cinque ragazze a Parigi (Cinq Filles a Paris), regia di Serge Korber - miniserie TV (1985)
- Berlin Lady, regia di Pierre Boutron - miniserie TV, 6 episodi (1990)
- Passioni - serie TV (1993)
- La casa rosa, regia di Vanna Paoli - film TV (1995)
- Primo cittadino - serie TV (1997)
- Una sola debole voce - serie TV (1999-2000)
- A due passi dal cielo, regia di Sergio Martino - film TV (1999)
- Sturmzeit - serie TV, episodio 1x03 (1999)

## Teatro
- Una giornata particolare, regia di Ettore Scola (1980-1981)

## Videografia
- Yangqi qigong. Stile ma. Esercizi fondamentali, con Ma Xuzhou, vol. 1, Milano, CEA, 2008, ISBN 978-88-08-18424-5.
- Yangqi qigong. Stile ma. Esercizi fondamentali, con Ma Xuzhou, vol. 2, Milano, CEA, 2008, ISBN 978-88-08-18384-2.
- Yangqi qigong. Stile ma. Esercizi fondamentali, con Ma Xuzhou, vol. 3, Milano, CEA, 2008.

## Libri

### Saggi
- Medicina cinese. La radice e i fiori. Corso di sinologia per medici ed appassionati, Antonio Guerci (prefazione), Genova, Erga, 1997, ISBN 88-8163-050-8.
  -  Medicina cinese. La radice e i fiori. Corso di sinologia per medici ed appassionati, Manfred Porkert (prefazione), Milano, CEA, 2003, ISBN 88-408-1263-6.
- Terminologia ragionata della medicina cinese classica e moderna
  -  Unità 1. Cinese senza segreti, Milano, StreetLib, 2021, ISBN 979-1220856881.
  -  Unità 2. Yin e Yang: terminologia classica, fisiologica, patologica, Milano, StreetLib, 2021, ISBN 979-1220858588.
  -  Unità 3. Le cinque fasi wŭxíng e i cinque movimenti wŭyùn, Milano, StreetLib, 2021, ISBN 979-1220868747.

### Curatele
- Wang Ju-Yi e Jason D. Robertson, La teoria dei canali in medicina cinese. Applicazioni pratiche. Le conferenze di Wang Ju-Yi sulla terapia dei canali, Milano, CEA, 2013, ISBN 978-88-08-18404-7.

### Traduzioni
- Wang Ju-Yi, Metodo pratico di autoelevazione con Qi Gong tradizionale cinese, a cura di Vincenzo La Bella, Genova, Erga, 1997, ISBN 8881630591.

## Riconoscimenti
- Assessorato alla Cultura, Sport e Spettacolo del Comune di Roma
  - 1990 – Premio Personalità Europea
- Ciak d'oro
  - 1988 – Migliore attrice non protagonista per Da grande[2]
- Festival Internazionale di Rio de Janeiro
  - 1984 – Migliore attrice protagonista per Pianoforte
- Globo d'oro
  - 1988 – Migliore attrice rivelazione per Notte italiana e Da grande
- Nastro d'argento
  - 1984 – Migliore attrice esordiente per Pianoforte